# Squamidium leucotrichum
Squamidium leucotrichum là một loài Rêu trong họ Meteoriaceae. Loài này được (Taylor) Broth. miêu tả khoa học đầu tiên năm 1906.